# 玉环市档案馆
玉环市档案馆（前身为玉环市档案局，前称玉环县档案馆）是一座位于中华人民共和国浙江省台州玉环市的县市级档案馆，成立于1980年7月。现有馆舍建成于1984年10月，建筑面积699平方米，其中库房面积422平方米。至2018年6月，馆藏档案155个全宗，7万余卷，馆藏图书12933册。该档案馆新馆舍位于玉环经济开发区疏港大道漩门湾三桥边；旧馆舍已关闭，位于玉城街道。该馆为玉环取得了“全国社会主义新农村建设档案工作示范县”的荣誉，是浙江省第七个、台州市首个“浙江省一级标准档案馆”。

## 历史

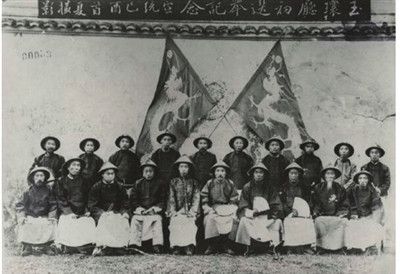
清宣统元年（1909年）玉环厅初选举纪念照片，同时是玉环市档案馆现存历史最悠久的照片

中華民國大陸時期，玉环县政府还未设立档案馆，档案管理工作先后由总务科、秘书室配专职管卷员负责。中华人民共和国成立后，玉环县委、县人民政府在秘书处、秘书室配备一名兼职档案员。当时，为适应沿海斗争的需要，文书档案管理精简轻装。1953年，设立档案室。此后，各部门的文书档案逐步移交至此。1962年4月，建制改为玉环县档案室。文化大革命期间，所有档案转至黄岩县，其中部分被白蚁蛀蚀。文化大革命结束后，工作恢复正常。1980年7月，玉环县档案馆正式建立，建馆时有档案资料6025卷。1984年10月，馆舍建成。至1985年底，1980年前的全部档案基本接收完毕，此外开始了建立声像档案的工作。1988年7月，玉环县档案馆开放了中华人民共和国建国前历史档案778卷，建国后历史档案278卷。
20世纪30至90年代，玉环县档案馆完成了乡镇撤并的档案工作，于1992年12月被评为“浙江省三级档案馆”。1995年12月，玉环县档案馆通过浙江省档案局联合考评组升级验收，考评总分位列全省第四，成为浙江省第十家、台州市首家“浙江省二级综合档案馆”；同年，第十五次蝉联“浙江省档案系统先进集体”。1996年3月，档案馆被评为“‘八五’期间浙江省档案馆工作先进单位”。据估算，至1996年，该馆为社会创造直接、间接经济效益500多万元。1997年12月16日，又升级为“浙江省一级标准档案馆”，成为全省第七个、台州市首个浙江省一级标准档案馆。同年6月，玉环县档案局被确定为正科级事业机构，归口中共玉环县委办公室管理。之后，该馆先后成为“浙江省档案系统推进‘平安浙江’建设先进单位”、“浙江省农村档案信息共享工作先进单位”。
2003年6月，为了科学利用档案，玉环出台了《玉环县重大活动档案管理办法》，规定重大活动的档案应移交给县档案馆。2005年12月，中共玉环县委、县政府决定将玉环县档案馆作为玉环县的政务信息公开场所，用于公开政务信息。2011年，玉环县档案馆新馆工程被列入“玉环县国民经济和社会发展‘十二五’规划”。2013年，在成为“浙江省社会主义新农村建设档案工作示范县”的基础上，玉环决定创建“全国社会主义新农村建设档案工作示范县”，要求县档案馆完成1万多卷档案的移交工作。经过努力，该县于12月26日成功通过“全国社会主义新农村建设档案工作示范县国家验收组”的验收，获得了这一荣誉，玉环县档案馆因而捧回了该馆第一个全国性荣誉。

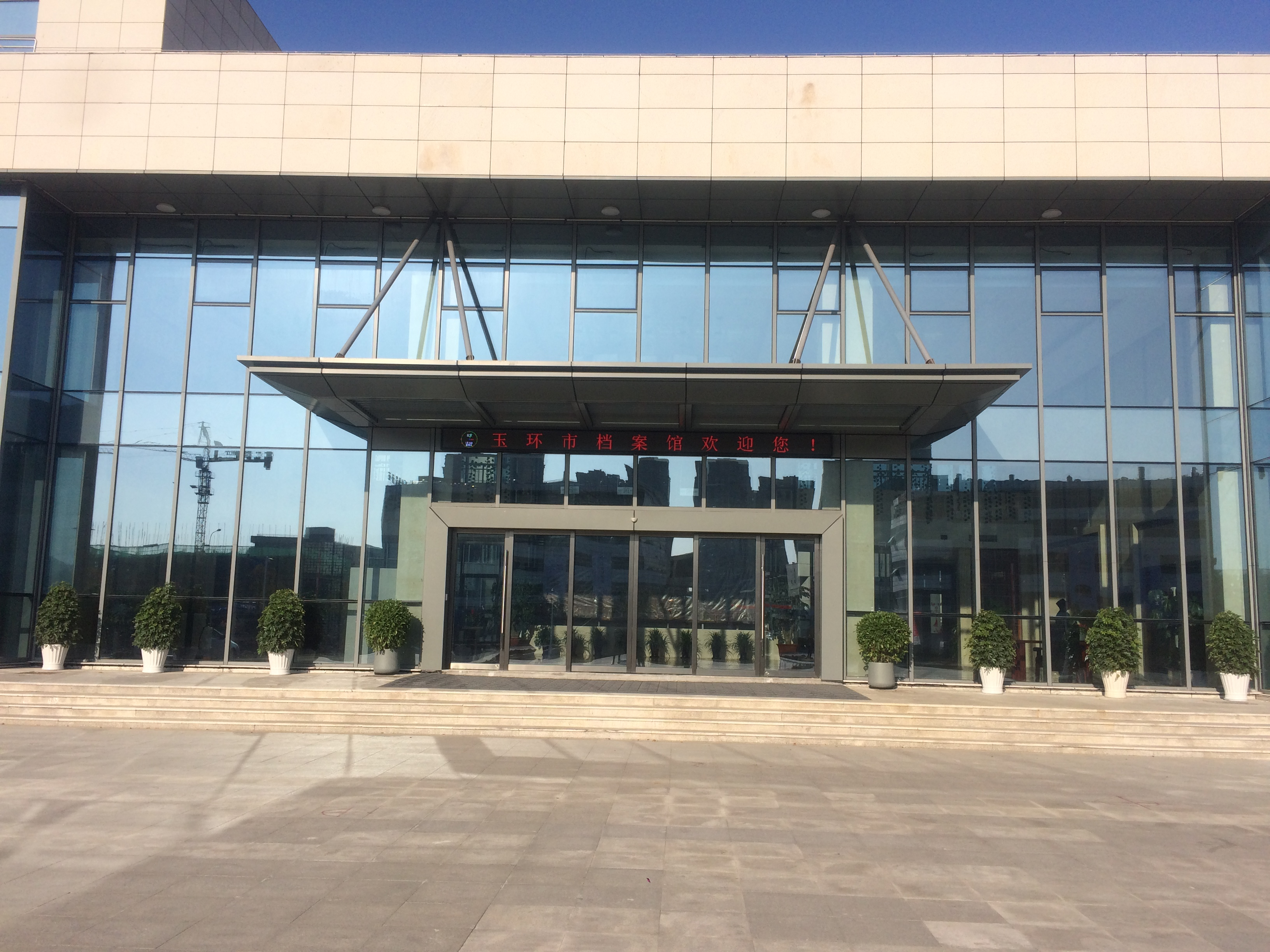
玉环市档案馆新馆馆舍大门

2017年4月，玉环撤县设市之后，更名为玉环市档案馆，并随即开始撤县设市档案集纳工作。2017年9月11日上午，玉环市档案馆新馆开工奠基仪式举行，标志着该工程的开工。经过约两年的施工后，新馆舍于2019年8月验收通过。搬迁工作于2019年11月5日启动，于2020年1月5日结束。三天后召开的中国共产党玉环市第十五届代表大会第四次会议上，档案馆新馆的投用被写入中共玉环市委工作报告。

## 馆舍
旧馆舍建成于1984年10月，建筑面积为699平方米，其中库房面积为422平方米。此后又添置了空气去湿机、温度控制仪、吸尘器、复印机、照相机、收录机等设备，基本达到了档案保管防虫、鼠、火、光、盗、潮、尘的要求。旧馆舍坐落于东城路6号，位于玉环市人民政府大楼后面的一个小院内。
随着历史的发展，旧馆库容量不足，导致各部门10年来3万多卷档案无法接收入馆，已无法满足玉环的档案收藏管理的需要，于是玉环决定建立档案馆新馆。新馆馆址原定于玉环新城（即玉环经济开发区）漩门三期，后调整到漩门二期文化广场（疏港大道漩门湾三桥边）。新馆工程于2017年9月11日开工奠基，是玉环市重点建设项目之一。新馆按国家标准设计，分两期开工建设，总用地达1.2万平方米。一期建筑面积为7978.8平方米，是旧馆的11.4倍；总投资达8647.29万元。新馆内设档案库房、机房、技术用房，电子文件登记备份中心，公共服务用房和展厅等。

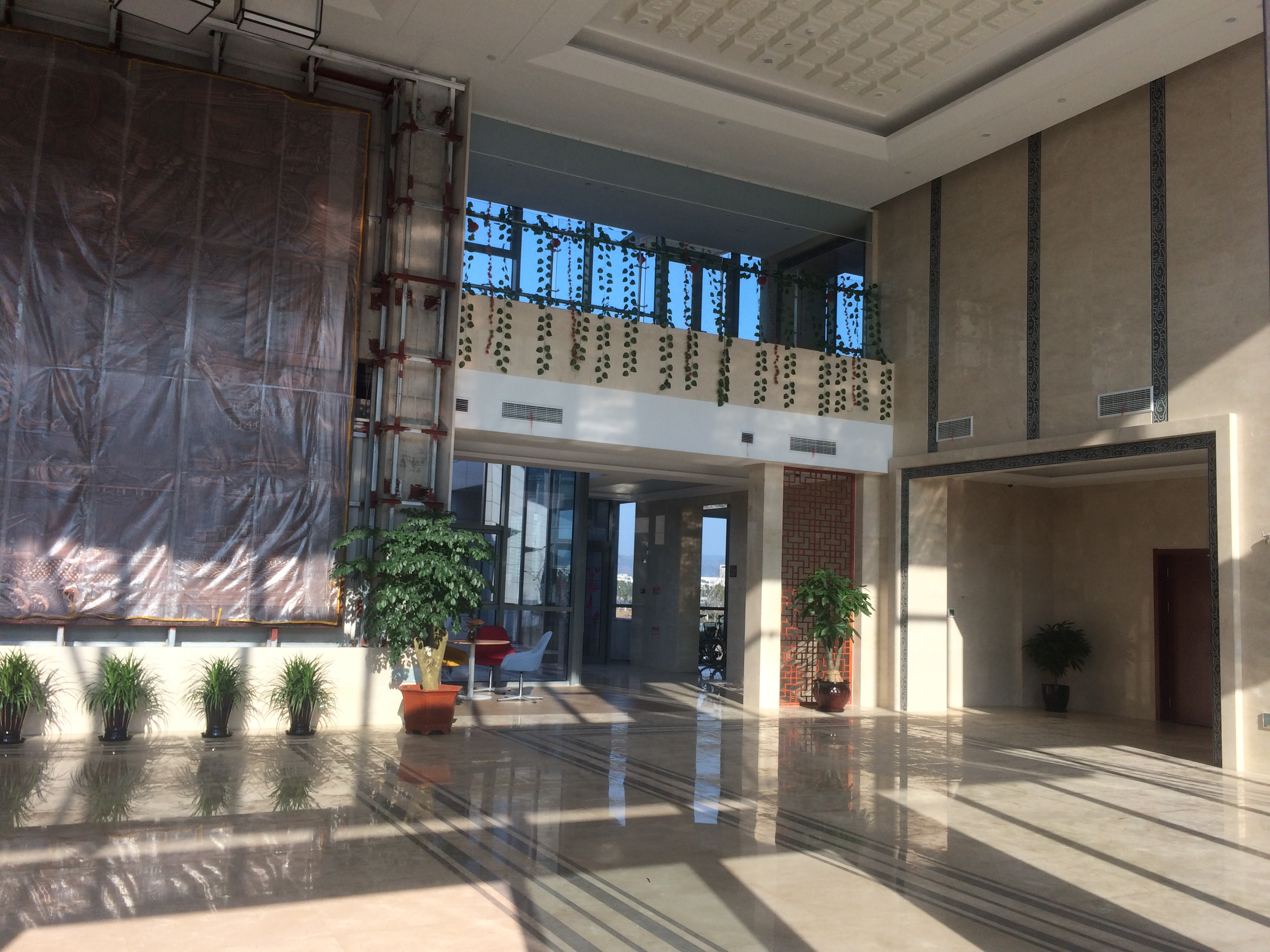
玉环市档案馆新馆内景

新馆外观呈“A”字形，内部建筑风格古朴，天花板用隶书印有档案馆的历史、简介，墙壁等地加入屏风、祥云瓷砖等元素。而新馆建设采用限额涉及，不走高端大气的风格，注重简朴、实用、经济、美观。目前该工程已竣工，于2019年8月完成验收，但搬迁之前梳理出了40多个问题需要进行整改，并着手进行改善。搬迁工作于2019年11月5日启动，于2020年1月5日结束，新馆投用。搬入新馆后，馆藏档案的再次扩充迎来了契机，档案数量可从7万多卷增加到10万余卷。

## 馆务馆藏
現任玉环市档案馆馆长为钟光伟。2016年至2017年，玉环县档案馆年均共接待档案使用者2800多人次，利用档案数量5000余卷。2018年，为社会各界提供查阅服务1676人次，利用档案数量2866卷次。至1988年，馆藏档案99个全宗1.13万卷，其中专门档案5种944卷，民国档案11个全宗900卷，馆藏图书资料603种4488册，另编写档案资料11.58万字。至2018年6月，馆藏档案155个全宗，纸质档案78585卷，数字化纸质档案390万页，声像档案82盒，照片档案3511张，图书资料12933册。
2011年起，在“互联网+档案”的构想上，该馆启动推进数字档案工作，如策划全文扫描数据库和各类民生档案数据库（如婚宴、房产、土地等专题数据库），加强档案和珍贵资料的征收和征集，编纂《东海明珠·印象玉环》综合画册，开展档案登记备份，搭建“玉环记忆共享平台”和“农村档案信息共享平台”等措施。至2018年6月，创建了54家数字档案室。至2017年，创建完成机关规范化综合档案室17家。通过农村档案信息共享平台，在玉环的乡村档案室、乡村便民服务点，即可查询档案信息，农民不出村、不出户即可查询信息。同时，玉环市档案馆设立电话和预约查档，通过多渠道提供预约和提供查档服务。同时，在档案安全方面上，该馆也加以重视，浙江省档案局副局长王茂法评价该馆的档案登记在线备份工作说“在台州市开了先河，很有超前意识”。

## 知名人物
杜洪英（1957年－）是玉环县档案馆的一位档案员，从事档案工作三十余年，被人们认为“兢兢业业，勤恳工作”，研发出多种档案编目分类方法并在全国推广。先后被评为“全国干部人事档案工作先进个人”、“全国三八红旗手”、“全国先进工作者”、“全国优秀共产党员”等称号。中共中央组织部机关党委曾专程来玉环学习其精神。
张瑾（1971年1月－），玉环市档案馆档案管理利用股股长，她从事档案管理工作二十多年，先后被评为“玉环县优秀共产党员”、“台州市档案先进工作者”，被《今日玉环》所报道。